# Dunkovîțea, Irșava
Dunkovîțea (în ucraineană Дунковиця) este un sat în comuna Ardanovo din raionul Irșava, regiunea Transcarpatia, Ucraina.

## Demografie
Componența lingvistică a localității Dunkovîțea
     Ucraineană (100%)
Conform recensământului din 2001, toată populația localității Dunkovîțea era vorbitoare de ucraineană (100%).